# Duinweg 21
De bloembollenschuur aan de Duinweg 21 in Schoorl, in de Noord-Hollandse gemeente Bergen, is een rijksmonument. De bollenschuur werd op 10 augustus 2001 in het Monumentenregister ingeschreven. Gedurende het Monumenten Inventarisatie Project was de schuur nog in gebruik en verkeerde deze nog geheel in originele staat.
Een deel van de schuur werd op 31 december 2019 verwoest door brand.

## Situering
De bollenschuur staat op circa 35 meter van de weg vandaan. De schuur werd in het tweede kwart van de 20e eeuw nog uitgebouwd. De uitbouw aan de noordelijke gevel van de begane grond is origineel, deze ruimte werd als cv-ruimt, kolenbergplaats en trappenhuis gebruikt.

## Exterieur
De muren zijn opgetrokken uit baksteen (machinale waalsteen) met geheel aan de bovenzijde een sierrand (rollaag). De stenen in de sierrand zijn in kettingverband geplaatst, terwijl alle overige stenen in halfsteens verband zijn geplaatst. De gebruikte voegen zijn snijvoegen. De twee bouwlagen staan onder een plat dak, maar in het midden wel iets opgewipt waardoor er een zeer flauwe dakhelling ontstaat, met rondom een klein overstek. Op het dak staan een aantal zinken, kegelvormige ventilatiekokers.
Aan de noordzijde bevindt zich links een uitbouw van twee bouwlagen, net als het hoofdgebouw met plat dak. Aan dezelfde gevel staat voor de gehele gevel een houten uitbouw. Deze uitbouw is eveneens vrijwel rechthoekig van vorm en werd gebruikt als pakplaats. In de pakplaats werden de bollen in netten of kisten gestopt. De houten muren staan wel op een stenen voet. De houten uitbouw en de stenen uitbouw op de verdieping zijn rondom voorzien van gekoppelde zesruits vensters. In de noordelijke gevel bevinden zich een dubbele deur en een enkele paneeldeur, met zesruits raam, dit zijn de enige onderbrekingen van de gekoppelde vensters. Alle vensters hebben een tweeruits bovenlicht. Alle ramen zijn, sinds de bouw, voorzien van draadglas. Op de eerste verdieping zijn vijf paneeldeuren geplaatst met elk een bovenlicht met twee horizontale roeden. De (verhoogde) schoorsteen staat op het dak van de uitbouw. De vierkante schoorsteen is van dezelfde stenen opgetrokken als de bakstenen muren.
De zuidelijke gevel is symmetrisch in opzet en telt op de begane grond negen paneeldeuren en op de verdieping elf. Twee zijn vervangen door een dubbele schuifdeur. De vensters in de paneeldeuren bevatten twee horizontale roeden.
Net als de overige daken, is ook het dak van deze uitbouw plat.

## Interieur
Het interieur is, net als het exterieur, nauwelijks door de tand des tijds aangetast. De beide verdiepingen hebben een dwarsmuur, waardoor beide verdiepingen twee grote ruimtes bevatten. Op elke verdieping is een derde ruimte aanwezig in de uitbouw. In twee van de ruimtes staan houten stellingen waarop de bollen gedroogd werden. De bodems van de bakken bestaan uit gaas, behalve van de onderste bakken, die hebben een dichte bodem. Onder de onderste bakken bevinden zich verwarmingsbuizen. De stellingen staan dwars in de ruimte met aan de noordelijke muur een gangpad. De stellingen uit de voorste ruimte op de begane grond zijn verwijderd.
De tussenmuren zijn van kalkzandsteen. De binnendeuren bestaan uit paneeldeuren, waaronder schuif- en draaideuren. In de noordelijke uitbouw staat een houten laddertrap met ronde handlijst. In de betonvloer in de plakplaats liggen de rails waarop de lorries de bollen via de dubbele deur naar binnen konden rijden. Geheel links in de laagbouw bevindt zich de voormalige veredelingsruimte. Deze ruimte is voorzien van een glazen zadeldak.

## Bron
- Monument 516016 – Duinweg 21 1871 AC te Schoorl. Rijksdienst voor het Cultureel Erfgoed (29 november 2019). Gearchiveerd op 12 augustus 2019. Geraadpleegd op 15 maart 2020.